# Чжан Жунжуй
Чжан Жунжу́й (кит. упр. 张容睿, пиньинь Zhāng Róngruì; род. 8 марта 1996) — китайский кёрлингист.
В составе мужской сборной Китая участник чемпионата мира 2015.

## Достижения
- Тихоокеанско-Азиатский чемпионат по кёрлингу среди юниоров: золото (2011).

## Команды
| Сезон   | Четвёртый      | Третий      | Второй        | Первый                               | Запасной                                                | Турниры                        |
| ------- | -------------- | ----------- | ------------- | ------------------------------------ | ------------------------------------------------------- | ------------------------------ |
| 2010—11 | Huang Ji Hui   | Ба Дэсинь   | Ма Сююэ       | Чжан Жунжуй (ТАЧЮ) Ван Цзиньбо (ЧМЮ) | Ван Цзиньбо (ТАЧЮ) Чжан Жунжуй (ЧМЮ) тренер: Ли Хунчэнь | ТАЧЮ 2011 · ЧМЮ 2011 (7 место) |
| 2012—13 | Zhang Zhongbao | Цзян Дунсюй | Сюй Цзинтао   | Ван Цзиньбо                          | Чжан Жунжуй тренер: Zhu Yu                              | ЧМЮ 2013 (9 место)             |
| 2013—14 | Цзоу Дэцзя     | Bai Yang    | Ван Цзиньбо   | Чжан Жунжуй                          | Wang Peng                                               |                                |
| 2014—15 | Цзан Цзялян    | Цзоу Дэцзя  | Ба Дэсинь     | Ван Цзиньбо                          | Чжан Жунжуй тренер: Ли Хунчэнь                          | ЧМ 2015 (8 место)              |
| 2015—16 | Цзоу Дэцзя     | Ван Цзиньбо | Zhang Tian Yu | Чжан Жунжуй                          |                                                         |                                |

(скипы выделены полужирным шрифтом)